# Liste du patrimoine immobilier classé de Doische
Cette page regroupe l'ensemble du patrimoine immobilier classé de la commune belge de Doische.
| Objet | Année de construction / Architecte | Adresse | Section communale | Coordonnées                      | Numéro d’inventaire | Illustration |
| --- | ---------------------------------- | ------- | ----------------- | -------------------------------- | ------------------- | --- |
| L'église Saint-Servais et les murs du cimetière entourant l'édifice (M) et ensemble formé par ladite église, le cimetière et les murs qui l'entourent (S)            |                                    |         | Gimnée            | 50° 07′ 55″ nord, 4° 42′ 49″ est | 93018-CLT-0001-01   | Image manquanteTéléverser |
| Chapelle Saint-Hilaire (M) ainsi que l'ensemble formé par ladite chapelle et ses abords (S)                                                                          |                                    |         | Matagne-la-Petite | 50° 06′ 47″ nord, 4° 39′ 39″ est | 93018-CLT-0002-01   | Chapelle Saint-Hilaire (M) ainsi que l'ensemble formé par ladite chapelle et ses abords (S)                                        |
| L'ensemble formé par la chapelle Saint-Hilaire et ses abords |                                    |         | Matagne-la-Petite | 50° 06′ 46″ nord, 4° 39′ 33″ est | 93018-CLT-0003-01   | L'ensemble formé par la chapelle Saint-Hilaire et ses abords                                                                       |
| L'église Notre-Dame de l'Assomption et le mur du cimetière (M) et ensemble formé par cet édifice et le cimetière qui l'entoure (S)                                   | 1757                               |         | Niverlée          | 50° 07′ 03″ nord, 4° 42′ 04″ est | 93018-CLT-0004-01   | L'église Notre-Dame de l'Assomption et le mur du cimetière (M) et ensemble formé par cet édifice et le cimetière qui l'entoure (S) |
| L'église Sainte-Colombe de Soulme |                                    |         | Soulme            | 50° 11′ 15″ nord, 4° 44′ 11″ est | 93018-CLT-0005-01   | Image manquanteTéléverser |
| Ensemble formé par l'église Sainte-Colombe et ses abords |                                    |         | Soulme            | 50° 11′ 14″ nord, 4° 44′ 10″ est | 93018-CLT-0006-01   | Image manquanteTéléverser |
| Vieux moulin à eau (moulin de Soulme) (M) et ensemble formé par ce moulin et les terrains qui l'entourent (S)                                                        |                                    |         | Soulme            | 50° 11′ 00″ nord, 4° 44′ 32″ est | 93018-CLT-0007-01   | Vieux moulin à eau (moulin de Soulme) (M) et ensemble formé par ce moulin et les terrains qui l'entourent (S)                      |
| Les ouvrages construits en amont et aval du moulin de Soulme. |                                    |         | Soulme            | 50° 11′ 03″ nord, 4° 44′ 33″ est | 93018-CLT-0008-01   | Les ouvrages construits en amont et aval du moulin de Soulme.                                                                      |
| Ensemble formé par le moulin de Prèle et les abords |                                    |         | Soulme/Gochenée   | 50° 11′ 33″ nord, 4° 45′ 00″ est | 93018-CLT-0009-01   | Image manquanteTéléverser |
| Tous les vestiges découverts et à découvrir (M) et ensemble formé par les vestiges et les terrains environnants du site gallo-romain, au lieu-dit Tienne de Noël (S) |                                    |         | Matagne-la-Grande | 50° 06′ 36″ nord, 4° 35′ 37″ est | 93018-CLT-0010-01   | Image manquanteTéléverser |
| Ensemble formé par la chapelle de Bonne Fontaine et les terrains environnants à Vodelée                                                                              |                                    |         | Vodelée           | 50° 10′ 41″ nord, 4° 43′ 25″ est | 93018-CLT-0011-01   | Image manquanteTéléverser |
| Site situé en amont de la source du ruisseau Bacquet |                                    |         | Doische           | 50° 08′ 42″ nord, 4° 47′ 18″ est | 93018-CLT-0012-01   | Image manquanteTéléverser |